# جيم إليس
جيم إليس (بالإنجليزية: Jim Ellis)‏ هو سباح أمريكي، ولد في 1948.